# Steel Panther
Steel Panther er et band fra Los Angeles, der bedst er kendt for deres sjofle og humoristiske sangtekster og deres overdrevne scneneidentiteter, der er en parodi på 1980'ernes glam metal-livsstil. Bandets blev oprettet i 2000 og har været kendt under navnene Danger Kitty, Metal Shop og Metal Skool. Steel Panther er en af de mest populære Hollywood-bands siden Mötley Crüe, Guns N' Roses og Poison.[kilde mangler] Bandet brød igennem i 2009, da de udgav debutalbummet Feel the Steel. specielt sangen "Death to All but Metal" er blevet populær.

## Biografi

### Metal Skool
Kvartet begyndte at blive populære i Sunset Strip-området i begyndelsen af dette årtusinde. På daværende tidspunkt kaldte de sig Metal Shop, men navnet blev snart ændret til Metal Skool og flere år senere til Steel Panther. Bandet består af forsangeren Ralph Saenz ("Michael Starr"), trommeslageren Darren Leader ("Sticks Zadinia"), bassisten Travis Haley ("Lexxi Foxxx") og guitaristen Russ Parrish ("Satchel"). Hver mandag optrådte bandet på Viper Room, hvor de spillede covernumre af 1980'ernes hair metal-hits, mens de parodierede det band, der havde gjort sangen kendt. To af bandets medlemmer var allerede medlemmer af andre heavy metal-bands. Forsangeren Michael Starr havde under sit eget navn Ralph Saenz været en del af L.A. Guns mellem 1997 og 1998, hvor han var med til at udgive EP'en Wasted. Inden da var han forsanger i et Van Halen-coverband ved navn Atomic Punks. Guitaristen Satchel var også medlem af Atomic Punks, og han har desuden været medlem af War & Peace, der blev dannet af tidligere Dokken-bassist Jeff Pilson, og bandet Fight, som blev dannet af Judas Priest-forsangeren Rob Halford. År forinden spillede han sammen med Racer X-medlemmerne Paul Gilbert og Jeff Martin i bandet Electric Fence.
I 2002 udgav bandet under navnet Danger Kitty singlen "Love Rocket". Steel Panther påstår spøgefuldt, at de er et glam metal-band, der ikke nåede at få sit gennebrud i 80'erne. I 2003 udgav bandet det selvproducerede album Hole Patrol under navnet Metal Shop, og albummet blev senere genudgivet med bandnavnet Metal Skool.

## Steel Panther
I april 2008 besluttede bandet at skifte navn fra Metal Skool til Steel Panther og debuterede med det navn på The Rockin' Saddle Club i Californien. I maj underskrev det nynavngivne band kontrakt med Republic Records, der var ejet af Universal Records, og offentliggjorde planer om et nyt studiealbum. Den første single – en opdateret udgave af "Death to All but Metal", der havde været udgivet allerede i 2003 – blev udgivet på iTunes den 27. januar 2009, og albummet Feel the Steel produceret af Jay Ruston blev udgivet den 9. juni samme år.
Takket være deres voksende popularitet begyndte flere og flere fans at komme til deres koncerter, og blev en af de mest populære covebands i Californien, hvilket blev bekræftet af, at de vandt "Best Tribute Band in the Universe" ("Universets bedste hyldest-band") Efter mange måneder på House of Blues på Sunset Strip vendte Steel Panther tilbage til de ugentlige mandagskoncerter på Key Club i Hollywood.
I juli 2011 skrev Steel Panther på bandets Facebook-side: "IT'S CUMMING! ROCKTOBER 18TH!" ("Det 'kommer'! Den 18. rocktober!"), og på gruppens YouTube-kanal: "COCKTOBER 18TH!". Begge beskeder antydede, at det nye album Balls Out ville blive udgivet den 18 oktober 2011, men udgivelsen blev senere udskudt til den 31 oktober i stedet.
Den 22. august 2011, udgav gruppen "If You Really Really Love Me" fra det endnu ikke udgivne Balls Out-album, og i december annoncerede de en turne i Storbritannien i maj 2012. Steel Panther skal desuden spille på Doewload Festival i juni 2012

## Diskografi

### Studiealbums
| År                                             | Albumdetaljer                                                                                                  | Højeste hitlisteplacering positions | Højeste hitlisteplacering positions | Højeste hitlisteplacering positions | Højeste hitlisteplacering positions | Højeste hitlisteplacering positions | Højeste hitlisteplacering positions | Højeste hitlisteplacering positions |
| År                                             | Albumdetaljer                                                                                                  | US                                  | US Rock                             | US Heat                             | US Comedy                           | UK                                  | JP                                  | AUS                                 |
| ---------------------------------------------- | --- | ----------------------------------- | ----------------------------------- | ----------------------------------- | ----------------------------------- | ----------------------------------- | ----------------------------------- | ----------------------------------- |
| 2003                                           | Hole Patrol - under bandnavnene Metal Shop / Metal Skool - Udgivelsesdato: 2003 - Pladeselskab: Egen udgivelse | —                                   | —                                   | —                                   | —                                   | —                                   | —                                   | —                                   |
| 2009                                           | Feel the Steel - Udgivelsesdato: 6. oktober 2009 - Pladeselskab: Universal Records                             | 98                                  | 42                                  | 3                                   | 1                                   | 52                                  | 38                                  | —                                   |
| 2011                                           | Balls Out - Udgivelsesdato: 31. oktober 2011 - Pladeselskab: Universal Records                                 | 40                                  | 12                                  | —                                   | 1                                   | 37                                  | 85                                  | 50                                  |
| 2014                                           | All You Can Eat                                                                                                |                                     |                                     |                                     |                                     |                                     |                                     |                                     |
| 2017                                           | Lower the Bar                                                                                                  |                                     |                                     |                                     |                                     |                                     |                                     |                                     |
| 2019                                           | Heavy Metal Rules                                                                                              |                                     |                                     |                                     |                                     |                                     |                                     |                                     |
| 2023                                           | On the Prowl                                                                                                   |                                     |                                     |                                     |                                     |                                     |                                     |                                     |
| "—" angiver, at albummet ikke kom på hitlisten | |                                     |                                     |                                     |                                     |                                     |                                     |                                     |

### Singler
| År   | Single                           | Album                                  |
| ---- | -------------------------------- | -------------------------------------- |
| 2002 | "Love Rocket" (som Danger Kitty) | Single uden album                      |
| 2003 | "Death to All but Metal"         | Hey, That's What I Call Sludge! Vol. 1 |
| 2009 | "Death to All but Metal"         | Feel the Steel                         |
| 2009 | "Community Property"             | Feel the Steel                         |
| 2009 | "Eyes of a Panther"              | Feel the Steel                         |
| 2010 | "I Want It That Way"             | Single uden album                      |
| 2011 | "If You Really, Really Love Me"  | Balls Out                              |
| 2011 | "17 Girls in a Row"              | Balls Out                              |
| 2011 | "Just Like Tiger Woods"          | Balls Out                              |